# Loisinh
Loisinh, fou un estat tributari protegit del tipus zamindari, al districte de Sambalpur a les Províncies Centrals (1862-1905), a Bengala abans i després, a Bihar i Orissa del 1912 al 1936, i a Orissa el 1936 fins avui. La població el 1881 era de 2.412 habitants la majoria gonds i khands, repartits en 26 pobles. la superfície era de 155 km²; la major part de l'estat no es cultiva. Durant la rebel·lió de 1857 els habitants, influenciats pel rebel Surendra Sa, van tallar la carretera de Cuttack. Un germà del sobirà, Muddu, fou penjat per complicitat en la mort del Dr. Moore, i el rajà destituït però va recuperar els territoris al cap de pocs anys després d'una amnistia.